# Yongnian
Yongnian, även romaniserat Yungnien, är ett härad som lyder under Handans stad på prefekturnivå i Hebei-provinsen i norra Kina.